# Église Saint-Gumbert d'Ansbach
L’église Saint-Gumbert d'Ansbach est, avec l'église Saint-Jean, l'une des deux églises du centre-ville historique d'Ansbach.
L'abbaye consacrée à Sainte-Marie et au Saint-Sauveur est fondé par Gumbert (de). De 748 à 1012, elle est un monastère bénédictin puis une collégiale. Elle est dissoute en 1563 et la prévôté n'est plus occupée. Les biens forment un fonds à des fins ecclésiastiques et scolaires sous administration publique, qui n'est sécularisé que sous Maximilian von Montgelas. L'église Saint-Gumbert sert d'église paroissiale protestante luthérienne.

## Histoire
Gumbert, évêque de Wurtzbourg, construit un monastère marial vers 748 au confluent des rivières Rednitz et Onolzbach. Les moines suivent la règle bénédictine. Au XIe siècle, l'abbaye devient une collégiale et connaît une prospérité ; elle possède une bible enluminée. En 1528, par une résolution du parlement sous le margrave Georges de Brandebourg-Ansbach, l'église et le margraviat d'Ansbach adhèrent à la Réforme protestante luthérienne.
L'église Saint-Gumbert combine les styles architecturaux, à commencer par les parties les plus anciennes d'Ansbach (la crypte vers 1040), la chapelle Saint-Georges (XIVe siècle), le chœur de l'ancienne église principale de style roman tardif (aujourd'hui chapelle des chevaliers de l'Ordre du Cygne du XVIe siècle) au bâtiment de l'église représentative des margraves, que le margrave Charles-Guillaume-Frédéric de Brandebourg-Ansbach fait construire en 1738 par Leopoldo Retti. Le sculpteur qui crée les épitaphes des chevaliers reçoit comme nom de convention maître des chevaliers de l'Ordre du Cygne d'Ansbach. En 1484, l'électeur Albert III Achille de Brandebourg fait don du soi-disant autel de l'Ordre des cygnes, sur la prédelle gauche de laquelle il a représenté lui-même et sa seconde épouse Anne de Saxe.
Après la fin du margraviat, l'ancienne église de la cour devient église paroissiale. Les trois paroisses englobent aujourd'hui la moitié est de la ville avec environ 6 000 paroissiens.
Aujourd'hui, Saint-Gumbert sert de lieu pour une variété de concerts et d'événements religieux, tels que des représentations de musique religieuse par l'ensemble de l'église et le Chœur de garçons de Windsbach ou des concerts de la semaine Bach. La vie spirituelle est possible par l'église toujours ouverte avec de nombreuses formes liturgiques, dont, en plus des services, surtout les plus petites formes comme la prière de Taizé.

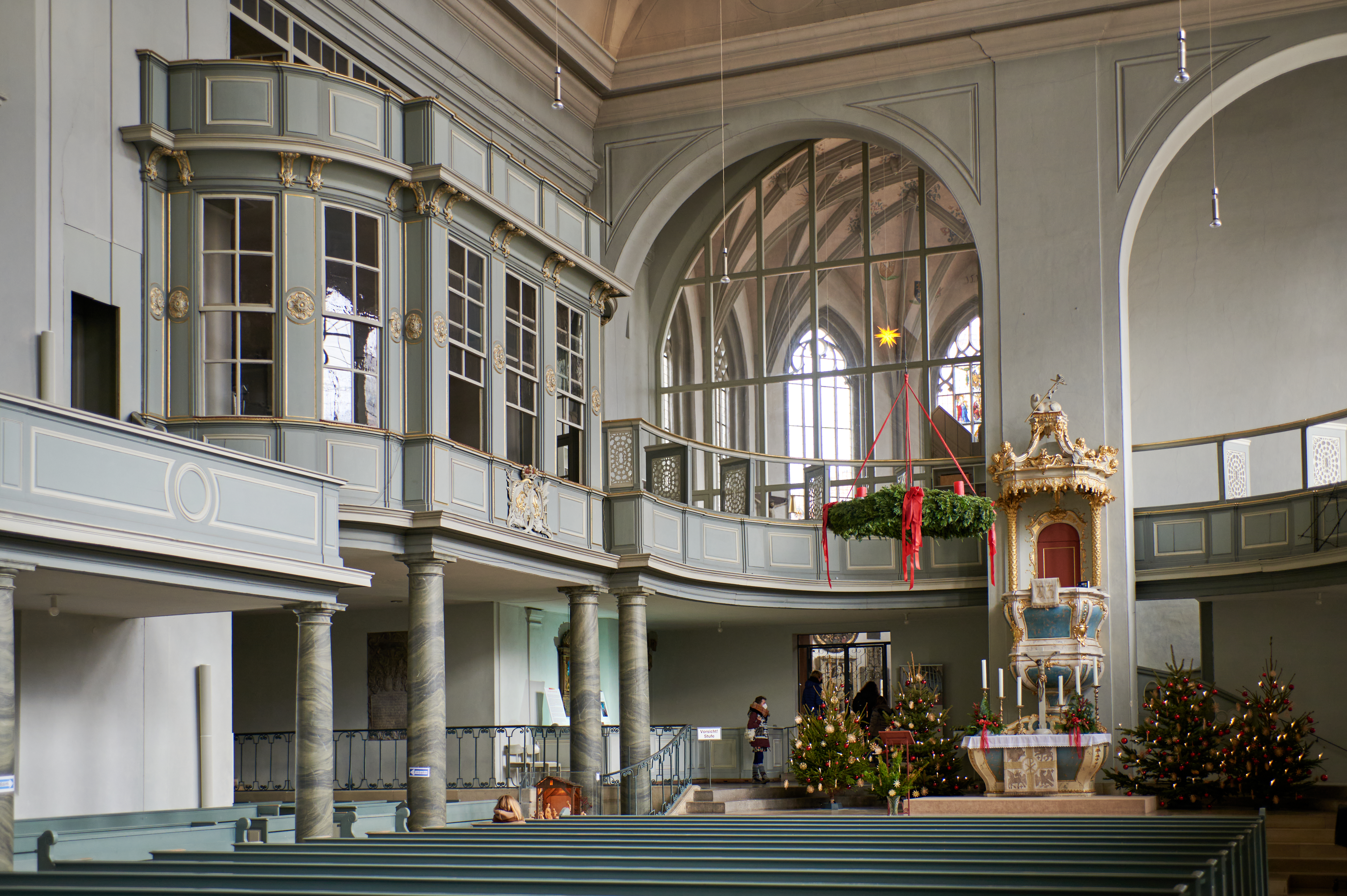
L'intérieur avec le maître-autel
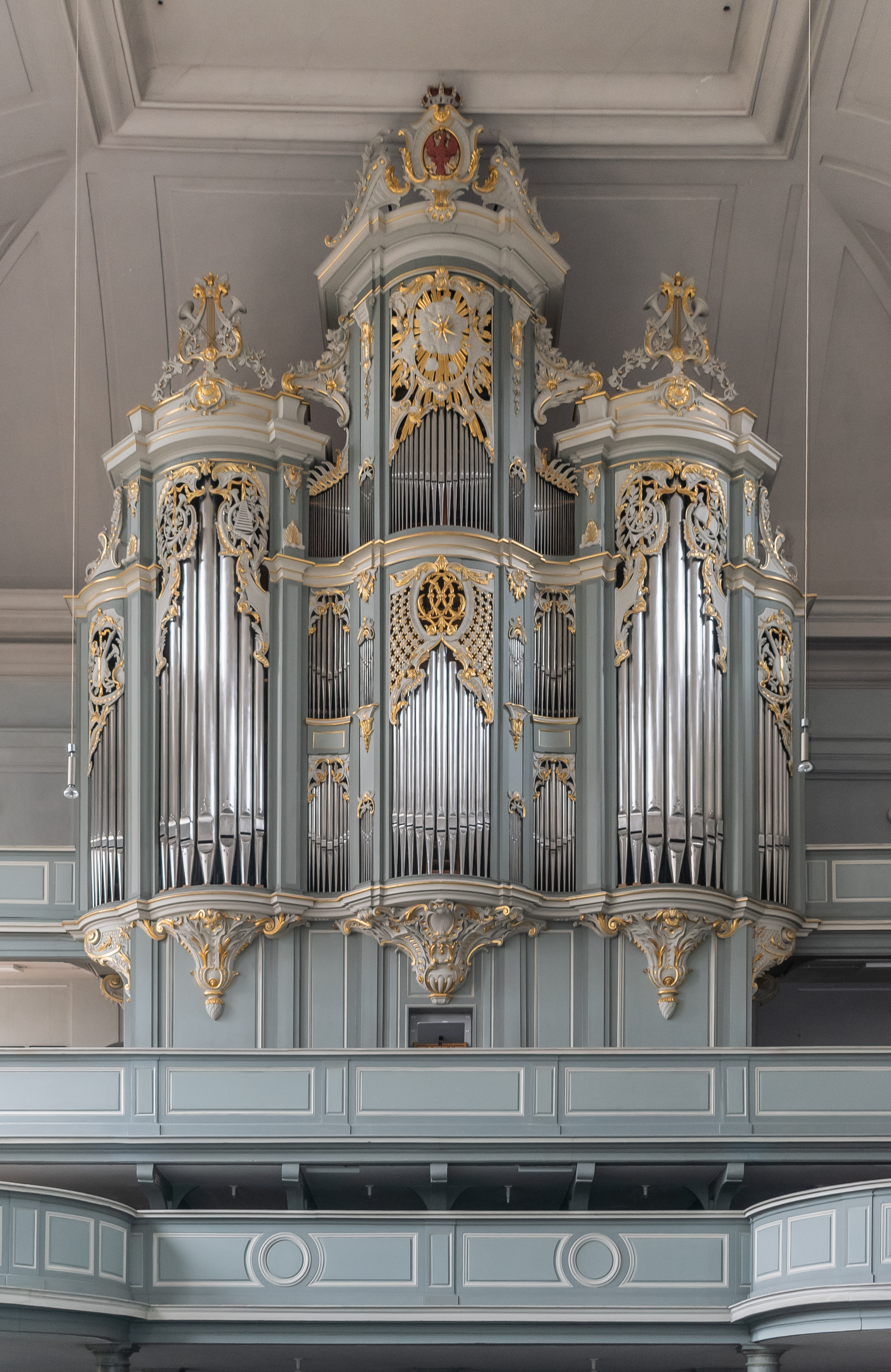
L'orgue.

## Orgue
L'orgue est construit entre 1736 et 1739 par Johann Christoph Wiegleb et, après la désinstallation de l'orgue construit plus tard par Steinmeyer, reconstruit de 2004 à 2007 par le facteur d'orgues néerlandais Orgelmakerij Reil. Aujourd'hui l'orgue compte 47 registres sur 3 claviers et un pédalier.

## Source de la traduction
- (de) Cet article est partiellement ou en totalité issu de l’article de Wikipédia en allemand intitulé « St. Gumbertus (Ansbach) » (voir la liste des auteurs).